# Pigne d'Arolla
De Pigne d'Arolla is een berg in de Walliser Alpen (ook Penninische Alpen) gelegen in het westelijk deel van de Zwitserse Alpen. De berg heeft een hoogte van 3796 meter. De Pigne d'Arolla ligt nabij Arolla, niet ver van de grens met Italië. De berg werd in 1865 voor het eerst beklommen door Moore, Walker en Anderegg.